# قائمة حدائق الولايات المتحدة الوطنية

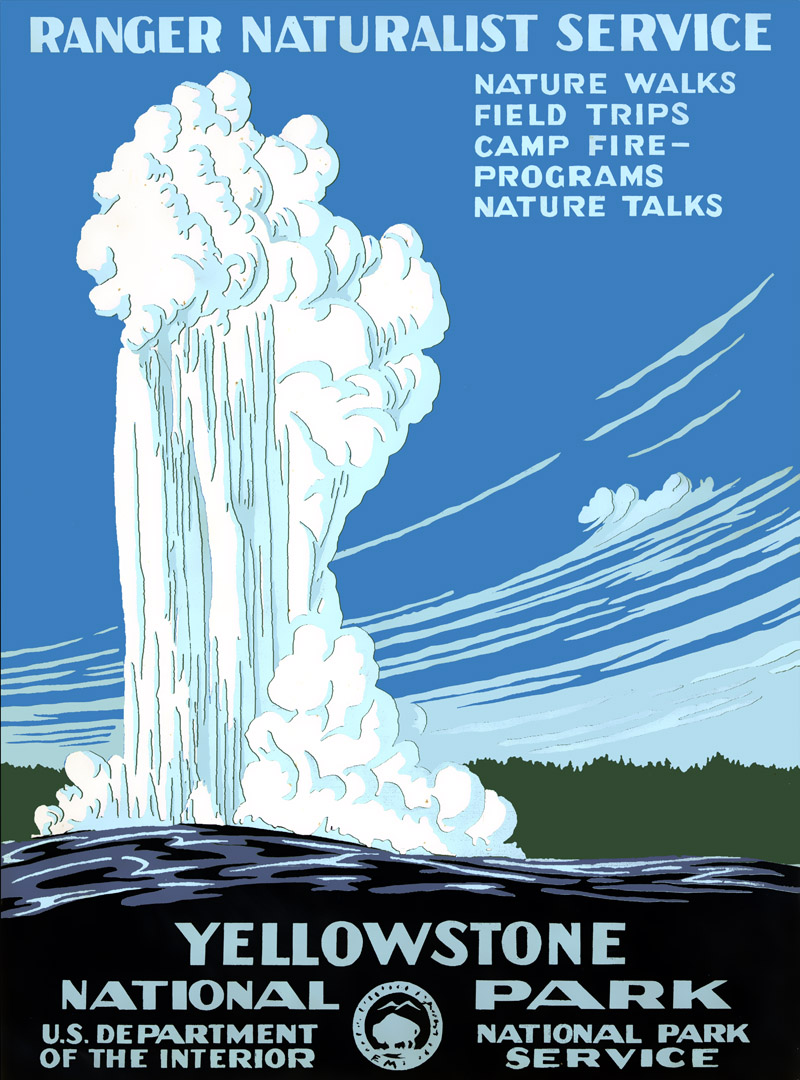
ملصق عام 1938 يروج لمتنزه يلوستون الوطني، أول حديقة وطنية في العالم.

تمتلك الولايات المتحدة 63 منطقة محمية معروفة باسم الحدائق الوطنية والتي تديرها إدارة المنتزهات الوطنية، وهي وكالة تابعة لـوزارة الداخلية الأمريكية. في عام 1872 تم التوقيع على أول قانون لإنشاء أول حديقة وطنية بـبيلوستون، من قبل الرئيس يوليسيس إس جرانت، تلاه إنشاء حديقة ماكيناك الوطنية في عام 1875 (تم إيقاف تشغيله في عام 1895)، ثم حديقة روك كريك (تم دمجها لاحقًا ضمن حدائق العاصمة الوطنية)، بعدها حديقة سيكوبا الوطنية ومنتزه يوسمييتي الوطني في عام 1890.
أنشأ قانون إدارة المتنزهات الوطنية لعام 1916 إدارة المتنزهات الوطنية، من أجل إدارة وحماية المناظر الطبيعية والمناطق التاريخية والحياة البرية والمحافظة عليها، وتوفير إمكانية التمتع بها بالطرق والوسائل التي تضمن حمايتها للأجيال المقبلة. وقد تم إنشاء العديد من المتنزهات الوطنية في الأصل باعتبارها نصب تذكاري وطني بموجب قانون الآثار؛ قبل أن يتم إعادة تصنيفها كمحميات وحدائق وطنية. ويعتبر منتزه ومحمية مضيق النهر الجديد الوطنية أحدث حديقة من هذا النوع والتي كانت في السابق نهرًا وطنيًا قبل أن يتم تصنيفها كمنتزه وطني سنة 2020، أما أحدث حديقة وطنية تم إنشائها بشكل كامل هي حديقة أمريكان ساموا الوطنية سنة 1988. وقد تم تصنيف أربعة عشر متنزهًا وطنيًا كمواقع للتراث العالمي لليونسكو، و21 متنزهًا وطنيًا تم كمحميات المحيط الحيوي لليونسكو، مع ثمانية حدائق وطنية في كلا البرنامجين.

## المنتزهات الوطنية
| الاسم                                           | الصورة | الموقع                                                       | تاريخ التأسيس  | المساحة                          | الوصف |
| ----------------------------------------------- | ------ | ------------------------------------------------------------ | -------------- | -------------------------------- | --- |
| حديقة أكاديا الوطنية                            |        | ماين 44°21′N 68°13′W / 44.35°N 68.21°W                       | 26 فبراير 1919 | 47,389.67 أكر (191.8 كـم2)       | تحتل أكاديا مساحة جزيرة ماونت ديزرت بالإضافة إلى جزرٍ أخرى على ساحل المحيط الأطلسي، ويوجد فيها أعلى جبل في الساحل وقمم جرانيتية و شواطئ وبحيرات من المياه العذبة وغابة ومصب نهر ومناطق مد وجزر. |
| حديقة أمريكان ساموا الوطنية                     |        | ساموا الأمريكية 14°15′S 170°41′W / 14.25°S 170.68°W          | 31 أكتوبر 1988 | 9,000.00 أكر (36.4 كـم2)         | توجد في أقصى الجنوب وتضم ثلاثة من جزر ساموا، تأسست لحماية الشعب المرجانية والغابات المطرية والجبال البركانية والشواطئ البيضاء، وتعد موطناً لثعلب ساموا الطائر وطائر الأطيش البني والسلاحف البحرية وما يقارب 900 صنف من الأسماك. |
| حديقة الأقواس الوطنية                           |        | يوتا 38°41′N 109°34′W / 38.68°N 109.57°W                     | 12 نوفمبر 1971 | 76,518.98 أكر (309.7 كـم2)       | يوجد في حديقة الأقواس 2,000 قوس أو جسر طبيعي ومنها قوس ديليكت الذي يرتفع 20 متر. تكونت هذه الأقواس بفعل عوامل التعرية والتآكل لطبقات الصخور في تلك المنطقة التي تتميز بجوها الصحراوي الجاف. |
| حديقة بادلاندز الوطنية                          |        | داكوتا الجنوبية 43°45′N 102°30′W / 43.75°N 102.50°W          | 10 نوفمبر 1978 | 242,755.94 أكر (982.4 كـم2)      | بادلاندز أو الأراضي الوعرة هي عبارة عن مجموعة من التلال والقمم والأبراج ومروج الأعشاب المختلطة داخل حوض تصريف النهر الأبيض، تقع في جنوب غرب داكوتا الجنوبية. وهي تحتوي على أكبر تجمع معروف من حفريات الثدييات في العصر الأيوسيني والأوليجوسيني. تشمل الحياة البرية البيسون، والأغنام الكبيرة، والقوارض ذات الأرجل السوداء، وكلاب البراري.                                             |
| حديقة بيغ بند الوطنية                           |        | تكساس 29°15′N 103°15′W / 29.25°N 103.25°W                    | 12 يونيو 1944  | 801,163.21 أكر (3,242.2 كـم2)    | تمت تسمية هذه الحديقة على اسم المنعطف البارز في نهر ريو غراندي على طول الحدود بين الولايات المتحدة والمكسيك، وتضم جزءًا واسعا من صحراء تشيهواهوان. جاذبيتها الرئيسية هي الاستجمام في الريف في جبال تشيسوس القاحلة وفي الأخاديد على طول النهر. توجد أيضًا مجموعة متنوعة من الحفريات تعود للعصر الطباشيري والعصر الثالث كما تتضمن داخل حدودها القطع الأثرية الثقافية للأمريكيين الأصليين. |
| حديقة بيسكين الوطنية                            |        | فلوريدا 25°39′N 80°05′W / 25.65°N 80.08°W                    | 28 يوليو 1980  | 172,924.07 أكر (699.8 كـم2)      | . |
| حديقة غنيسون الأسود                             |        | كولورادو 38°34′N 107°43′W / 38.57°N 107.72°W                 | 21 أكتوبر 1999 | 32,950.03 أكر (133.3 كـم2)       | . |
| برايس كانيون                                    |        | يوتا 37°34′N 112°11′W / 37.57°N 112.18°W                     | 25 فبراير 1928 | 35,835.08 أكر (145.0 كـم2)       | . |
| متنزه كانيونلاندز الوطني                        |        | يوتا 38°12′N 109°56′W / 38.2°N 109.93°W                      | 12 سبتمبر 1964 | 337,597.83 أكر (1,366.2 كـم2)    | . |
| حديقة كابيتول ريف الوطنية                       |        | يوتا 38°12′N 111°10′W / 38.20°N 111.17°W                     | 18 ديسمبر 1971 | 241,904.26 أكر (979.0 كـم2)      | . |
| حديقة كهوف كارلسباد الوطنية                     |        | نيو مكسيكو 32°10′N 104°26′W / 32.17°N 104.44°W               | 14 مايو 1930   | 46,766.45 أكر (189.3 كـم2)       | . |
| متنزه جزر القناة الوطني                         |        | كاليفورنيا 34°01′N 119°25′W / 34.01°N 119.42°W               | 5 مارس 1980    | 249,561.00 أكر (1,009.9 كـم2)    | . |
| حديقة كنغري الوطنية                             |        | كارولاينا الجنوبية 33°47′N 80°47′W / 33.78°N 80.78°W         | 10 نوفمبر 2003 | 26,545.86 أكر (107.4 كـم2)       | . |
| بحيرة الفوهة                                    |        | أوريغون 42°56′N 122°06′W / 42.94°N 122.1°W                   | 22 مايو 1902   | 183,224.05 أكر (741.5 كـم2)      | . |
| حديقة وادي كوياهوجا الوطنية                     |        | أوهايو 41°14′N 81°33′W / 41.24°N 81.55°W                     | 11 أكتوبر 2000 | 32,860.73 أكر (133.0 كـم2)       | . |
| متنزه وادي الموت الوطني                         |        | كاليفورنيا، نيفادا 36°14′N 116°49′W / 36.24°N 116.82°W       | 31 أكتوبر 1994 | 3,372,401.96 أكر (13,647.6 كـم2) | . |
| منتزه ومحمية دينالي الوطنية                     |        | ألاسكا 63°20′N 150°30′W / 63.33°N 150.50°W                   | 26 فبراير 1917 | 4,740,911.72 أكر (19,185.8 كـم2) | . |
| حديقة دراي تورتوغاس الوطنية                     |        | فلوريدا 24°38′N 82°52′W / 24.63°N 82.87°W                    | 26 أكتوبر 1992 | 64,701.22 أكر (261.8 كـم2)       | . |
| حديقة إيفرغلاديس الوطنية                        |        | فلوريدا 25°19′N 80°56′W / 25.32°N 80.93°W                    | 30 مايو 1934   | 1,508,537.90 أكر (6,104.8 كـم2)  | . |
| غيتس في القطب الشمالي                           |        | ألاسكا 67°47′N 153°18′W / 67.78°N 153.30°W                   | 2 ديسمبر 1980  | 7,523,897.74 أكر (30,448.1 كـم2) | . |
| منتزه بوابة القوس الوطني                        |        |                                                              |                |                                  | |
| الحديقة الوطنية الجليدية                        |        | مونتانا 48°48′N 114°00′W / 48.80°N 114.00°W                  | 11 مايو 1910   | 1,013,572.41 أكر (4,101.8 كـم2)  | . |
| محمية ومتنزه جلاسير باي الوطني                  |        | ألاسكا 58°30′N 137°00′W / 58.50°N 137.00°W                   | 2 ديسمبر 1980  | 3,224,840.31 أكر (13,050.5 كـم2) | . |
| جراند كانيون                                    |        | أريزونا 36°04′N 112°08′W / 36.06°N 112.14°W                  | 26 فبراير 1919 | 1,217,403.32 أكر (4,926.7 كـم2)  | . |
| غراند تيتون                                     |        | وايومنغ 43°44′N 110°48′W / 43.73°N 110.80°W                  | 26 فبراير 1929 | 309,994.66 أكر (1,254.5 كـم2)    | . |
| متنزه غريت باسين الوطني                         |        | نيفادا 38°59′N 114°18′W / 38.98°N 114.30°W                   | 27 أكتوبر 1986 | 77,180.00 أكر (312.3 كـم2)       | . |
| الكثبان الرملية الكبيرة                         |        | كولورادو 37°44′N 105°31′W / 37.73°N 105.51°W                 | 13 سبتمبر 2004 | 42,983.74 أكر (173.9 كـم2)       | . |
| حديقة جبال غريت سموكي الوطنية                   |        | كارولاينا الشمالية، تينيسي 35°41′N 83°32′W / 35.68°N 83.53°W | 15 يونيو 1934  | 521,490.13 أكر (2,110.4 كـم2)    | . |
| حديقة جبال غوادالوبي الوطنية                    |        | تكساس 31°55′N 104°52′W / 31.92°N 104.87°W                    | 15 أكتوبر 1966 | 86,415.97 أكر (349.7 كـم2)       | . |
| حديقة هاليكالا الوطنية                          |        | هاواي 20°43′N 156°10′W / 20.72°N 156.17°W                    | 1 أغسطس 1916   | 29,093.67 أكر (117.7 كـم2)       | . |
| حديقة براكين هاواي الوطنية                      |        | هاواي 19°23′N 155°12′W / 19.38°N 155.20°W                    | 1 أغسطس 1916   | 323,431.38 أكر (1,308.9 كـم2)    | . |
| حديقة هوت سبرينغس الوطنية                       |        | أركانساس 34°31′N 93°03′W / 34.51°N 93.05°W                   | 4 مارس 1921    | 5,549.75 أكر (22.5 كـم2)         | . |
| حديقة كثبان إنديانا الوطنية                     |        |                                                              |                |                                  | |
| حديقة الجزيرة الملكية الوطنية                   |        | ميشيغان 48°06′N 88°33′W / 48.10°N 88.55°W                    | 3 مارس 1931    | 571,790.11 أكر (2,314.0 كـم2)    | . |
| حديقة شجرة جوشوا الوطنية                        |        | كاليفورنيا 33°47′N 115°54′W / 33.79°N 115.90°W               | 31 أكتوبر 1994 | 789,745.47 أكر (3,196.0 كـم2)    | . |
| منتزه ومحمية كاتماي الوطنية                     |        | ألاسكا 58°30′N 155°00′W / 58.50°N 155.00°W                   | 2 ديسمبر 1980  | 3,674,529.68 أكر (14,870.3 كـم2) | . |
| حديقة مضايق كيناي الوطنية                       |        | ألاسكا 59°55′N 149°39′W / 59.92°N 149.65°W                   | 2 ديسمبر 1980  | 669,982.99 أكر (2,711.3 كـم2)    | . |
| منتزه كينغز كانيون الوطني                       |        | كاليفورنيا 36°48′N 118°33′W / 36.80°N 118.55°W               | 4 مارس 1940    | 461,901.20 أكر (1,869.2 كـم2)    | . |
| منتزه وادي كوبوك الوطني                         |        | ألاسكا 67°33′N 159°17′W / 67.55°N 159.28°W                   | 2 ديسمبر 1980  | 1,750,716.50 أكر (7,084.9 كـم2)  | . |
| منتزه ومحمية بحيرة كلارك الوطنية                |        | ألاسكا 60°58′N 153°25′W / 60.97°N 153.42°W                   | 2 ديسمبر 1980  | 2,619,733.21 أكر (10,601.7 كـم2) | . |
| حديقة لاسين البركانية الوطنية                   |        | كاليفورنيا 40°29′N 121°31′W / 40.49°N 121.51°W               | 9 أغسطس 1916   | 106,372.36 أكر (430.5 كـم2)      | . |
| ماموث كايف                                      |        | كنتاكي 37°11′N 86°06′W / 37.18°N 86.10°W                     | 1 يوليو 1941   | 52,830.19 أكر (213.8 كـم2)       | . |
| محمية ميسا فيردي الوطنية                        |        | كولورادو 37°11′N 108°29′W / 37.18°N 108.49°W                 | 29 يونيو 1906  | 52,121.93 أكر (210.9 كـم2)       | . |
| منتزه ومحمية مضيق النهر الجديد الوطنية          |        |                                                              |                |                                  | |
| حديقة ماونت رينر                                |        | واشنطن 46°51′N 121°45′W / 46.85°N 121.75°W                   | 2 مارس 1899    | 235,625.00 أكر (953.5 كـم2)      | . |
| منتزه شمال كاسكيدز الوطني                       |        | واشنطن 48°42′N 121°12′W / 48.70°N 121.20°W                   | 2 أكتوبر 1968  | 504,780.94 أكر (2,042.8 كـم2)    | . |
| المتنزه الأولمبي الوطني                         |        | Washington 47°58′N 123°30′W / 47.97°N 123.50°W               | 29 يوليو 1938  | 922,650.86 أكر (3,733.8 كـم2)    | . |
| حديقة الغابة المتحجرة الوطنية                   |        | أريزونا 35°04′N 109°47′W / 35.07°N 109.78°W                  | 9 ديسمبر 1962  | 93,532.57 أكر (378.5 كـم2)       | . |
| حديقة بيناكلز الوطنية                           |        |                                                              |                |                                  | |
| حدائق ريدوود الوطنية والحكومية                  |        | كاليفورنيا 41°18′N 124°00′W / 41.30°N 124.00°W               | 2 أكتوبر 1968  | 112,512.05 أكر (455.3 كـم2)      | . |
| منتزه جبل روكي الوطني                           |        | كولورادو 40°24′N 105°35′W / 40.40°N 105.58°W                 | 26 يناير 1915  | 265,828.41 أكر (1,075.8 كـم2)    | . |
| منتزه ساغوارو الوطني                            |        | أريزونا 32°15′N 110°30′W / 32.25°N 110.50°W                  | 14 أكتوبر 1994 | 91,439.71 أكر (370.0 كـم2)       | . |
| حديقة سيكويا الوطنية                            |        | كاليفورنيا 36°26′N 118°41′W / 36.43°N 118.68°W               | 25 سبتمبر 1890 | 404,051.17 أكر (1,635.1 كـم2)    | . |
| حديقة شيناندوا الوطنية                          |        | فيرجينيا 38°32′N 78°21′W / 38.53°N 78.35°W                   | 22 مايو 1926   | 199,045.23 أكر (805.5 كـم2)      | . |
| حديقة ثيودور روزفلت الوطنية                     |        | داكوتا الشمالية 46°58′N 103°27′W / 46.97°N 103.45°W          | 10 نوفمبر 1978 | 70,446.89 أكر (285.1 كـم2)       | . |
| حديقة جزر فيرجن الوطنية                         |        | جزر العذراء الأمريكية 18°20′N 64°44′W / 18.33°N 64.73°W      | 2 أغسطس 1956   | 14,688.87 أكر (59.4 كـم2)        | . |
| منتزه الرمال البيضاء الوطني                     |        |                                                              |                |                                  | |
| حديقة فوياجرز الوطنية                           |        | مينيسوتا 48°30′N 92°53′W / 48.50°N 92.88°W                   | 8 يناير 1971   | 218,200.17 أكر (883.0 كـم2)      | . |
| الحديقة الوطنية كهف الرياح                      |        | داكوتا الجنوبية 43°34′N 103°29′W / 43.57°N 103.48°W          | 9 يناير 1903   | 28,295.03 أكر (114.5 كـم2)       | , k]]. |
| متنزه ومحمية رانجيل-سانت إلياس الطبيعية الوطنية |        | ألاسكا 61°00′N 142°00′W / 61.00°N 142.00°W                   | 2 ديسمبر 1980  | 8,323,147.59 أكر (33,682.6 كـم2) | . |
| متنزه يلوستون الوطني                            |        | وايومنغ، مونتانا، آيدهاو 44°36′N 110°30′W / 44.60°N 110.50°W | 1 مارس 1872    | 2,219,790.71 أكر (8,983.2 كـم2)  | . |
| منتزه يوسيميتي الوطني                           |        | كاليفورنيا 37°50′N 119°30′W / 37.83°N 119.50°W               | 1 أكتوبر 1890  | 761,266.19 أكر (3,080.7 كـم2)    | . |
| متنزه صهيون الوطني                              |        | يوتا 37°18′N 113°03′W / 37.30°N 113.05°W                     | 19 نوفمبر 1919 | 146,597.60 أكر (593.3 كـم2)      | . |

### المنتزهات حسب الولايات
يتضمن الجدول التالي 30 ولاية بهما حدائق وطنية. يشير للمتنزهات الحصرية التي تقع بالكامل داخل ولاية أو إقليم واحد. كما يشير للمنتزهات المشتركة والتي تقع داخل أكثر من ولاية.
| حالة                  | إجمالي الحدائق | حدائق حصرية | حدائق مشتركة |
| --------------------- | -------------- | ----------- | ------------ |
| كاليفورنيا            | 9              | 8           | 1            |
| ألاسكا                | 8              | 8           | -            |
| يوتا                  | 5              | 5           | -            |
| كولورادو              | 4              | 4           | -            |
| أريزونا               | 3              | 3           | -            |
| فلوريدا               | 3              | 3           | -            |
| واشنطن                | 3              | 3           | -            |
| هاواي                 | 2              | 2           | -            |
| المكسيك جديدة         | 2              | 2           | -            |
| جنوب داكوتا           | 2              | 2           | -            |
| تكساس                 | 2              | 2           | -            |
| مونتانا               | 2              | 1           | 1            |
| نيفادا                | 2              | 1           | 1            |
| وايومنغ               | 2              | 1           | 1            |
| ساموا الأمريكية       | 1              | 1           | -            |
| أركنساس               | 1              | 1           | -            |
| إنديانا               | 1              | 1           | -            |
| كنتاكي                | 1              | 1           | -            |
| مين                   | 1              | 1           | -            |
| ميشيغان               | 1              | 1           | -            |
| مينيسوتا              | 1              | 1           | -            |
| ميسوري                | 1              | 1           | -            |
| شمال داكوتا           | 1              | 1           | -            |
| أوهايو                | 1              | 1           | -            |
| أوريغون               | 1              | 1           | -            |
| كارولينا الجنوبية     | 1              | 1           | -            |
| جزر العذراء الأمريكية | 1              | 1           | -            |
| فرجينيا               | 1              | 1           | -            |
| فرجينيا الغربية       | 1              | 1           | -            |
| ايداهو                | 1              | -           | 1            |
| شمال كارولينا         | 1              | -           | 1            |
| تينيسي                | 1              | -           | 1            |

الخط المائل يشير لأسماء المناطق.

## أنظر أيضا
- خدمة المتنزهات الوطنية
- تاريخ خدمة الحديقة الوطنية
- قائمة المناطق في نظام المتنزهات القومية بالولايات المتحدة
- قائمة الوحدات الرسمية لنظام المتنزهات القومية بالولايات المتحدة
- قائمة الآثار الوطنية للولايات المتحدة
- قائمة الملاجئ الوطنية للحياة البرية في الولايات المتحدة
- قائمة الغابات الوطنية الأمريكية
- قوائم حدائق الولاية حسب الولاية الأمريكية
- قائمة مواقع التراث العالمي في الولايات المتحدة